# (2513) Baetslé
(2513) Baetslé es un asteroide perteneciente al cinturón de asteroides, descubierto el 19 de septiembre de 1950 por Sylvain Julien Victor Arend desde el Real Observatorio de Bélgica, Uccle.

## Designación y nombre
Designado provisionalmente como 1950 SH. Fue nombrado Baetslé en honor al astrónomo belga Paul-Louis Baetslé.